# Kouroulamini
Kouroulamini è un comune rurale del Mali facente parte del circondario di Bougouni, nella regione di Sikasso.
Il comune è composto da 6 nuclei abitati:
- Denkélêna
- Madina
- Magnambala
- Nianéguéla
- Niarako
- Ntentou (centro principale)